# MOCK
MOCK je akronim za Međunarodni odbor Crvenog križa koji je djelovao tijekom i nakon Domovinskog rata u Hrvatskoj (originalnog naziva International Committee of the Red Cross, skraćeno "ICRC"). 13. travnja 2007. održana je svečanost povodom zatvaranja Misije MOCK-a u Hrvatskoj, a kojoj su nazočili potpredsjednica Vlade RH i ministrica Jadranka Kosor, Daniel Cavoli, voditelj Regionalne delegacije MOCK-a, te Francois Stamm, voditelj operacija MOCK-a za Europu i Sjevernu Ameriku. Glavna aktivnost ovog odbora bilo je traženje zatočenih i nestalih osoba na području zemaljla bivše SFRJ.
Više o djelovanju ove organizacije vidjeti pod "Međunarodni Crveni križ".